# Alain Berset
Pour les articles homonymes, voir Berset.
Alain Berset, né le 9 avril 1972 à Fribourg (originaire de Misery-Courtion), est une personnalité politique suisse, membre du Parti socialiste. 
Député du canton de Fribourg au Conseil des États de décembre 2003 à décembre 2011, il le préside pour la période 2008-2009. Il est conseiller fédéral et chef du Département fédéral de l'intérieur de 2012 à 2023 et président de la Confédération en 2018 et en 2023.
En 2024, il est élu secrétaire général du Conseil de l'Europe.

## Biographie
Alain Berset naît le 9 avril 1972 à Fribourg. Il est originaire d'une autre commune du canton, Misery-Courtion. 
Il a une sœur cadette. Son père, Michel Berset, est enseignant à l’école professionnelle, artisanale et industrielle de Fribourg ; sa mère, née Solange Angéloz, libraire de profession, mène une carrière politique cantonale : elle est syndique de Belfaux de 2001 à 2011, préside le Parti socialiste du canton de Fribourg de 2002 à 2008 et siège au Grand Conseil fribourgeois, qu'elle préside en 2010,,,. Son grand-père maternel, François Angéloz, est syndic de Corminboeuf et député socialiste au Grand Conseil fribourgeois. 
Sa famille déménage à Belfaux alors qu'il a quatre ans. Il obtient une maturité classique au Collège Sainte-Croix de Fribourg en 1991, puis une licence en sciences politiques en 1996 et un doctorat en sciences économiques en 2005 à l'Université de Neuchâtel.
Il se spécialise ensuite dans le développement économique régional et les migrations, domaines dans lesquels il publie des contributions scientifiques entre 1996 et 2006.
Il a pratiqué l'athlétisme de 15 à 24 ans. Il est champion romand du 800 mètres en catégorie cadets à l'âge de 17 ans.
Il est marié à Muriel Zeender Berset, fille d'un horloger antiquaire de Fribourg. Elle est docteur en littérature, enseignante de français et peintre. Ils ont trois enfants et vivent au centre de Belfaux, dans l'ancienne forge acquise par le grand-père paternel d'Alain Berset, maréchal-ferrant, en 1959,,.
Alain Berset pratique le vol amateur. Il a passé sa licence en 2009. Il est intercepté en France le 5 juillet 2022 seul à bord d'un Cessna 182 par deux Rafale de l'armée de l'air française pour avoir très brièvement coupé la zone à survol réglementé de l'aérodrome militaire d’Avord.

## Parcours politique
Il siège à partir du 30 mai 2000 à l'Assemblée constituante fribourgeoise et préside le groupe parlementaire socialiste jusqu'à la fin de la révision constitutionnelle en mai 2004, qui aboutit à une constitution adoptée par le peuple avec 58 % des voix et à la dissolution de la Constituante le 16 juin 2004. Il est également membre du Conseil général de Belfaux entre mars 2001 et décembre 2003.
Élu en 2003 au Conseil des États, réélu en 2007 et 2011 (premier tour), comme représentant du canton de Fribourg, il est membre du bureau du Conseil des États dès 2005. Il en est élu président le 1er décembre 2008, avec 43 voix soit l'unanimité des bulletins valables, et conserve le perchoir jusqu'au 22 novembre 2009. Il est notamment membre de la Commission de l'économie et des redevances, de la Commission des finances, de la Délégation des finances, de la Commission des institutions politiques (président à partir de 2009) et de la Commission des affaires juridiques. Il est également vice-président du groupe socialiste de l'Assemblée fédérale à partir de 2006,. Il siège en outre à l'Assemblée parlementaire de la francophonie à partir de 2005 (président de la section suisse à partir de 2009) et à l'Assemblée parlementaire de l'OSCE à partir de 2007. Il est également président de la fédération romande de l'Association suisse des locataires ainsi que de l'Association suisse pour la promotion des AOC et IGP.

### Conseil fédéral
Le 25 novembre 2011, il est désigné comme candidat officiel du Parti socialiste à la succession de Micheline Calmy-Rey au Conseil fédéral, sur un ticket comportant également le conseiller d'État vaudois Pierre-Yves Maillard. Le 14 décembre suivant, lors du renouvellement intégral du Conseil fédéral, Alain Berset est élu au second tour par 126 voix sur 245, devenant le 115e conseiller fédéral de l'histoire. Il entre en fonction le 1er janvier 2012 et dirige le Département fédéral de l'intérieur (DFI) en remplacement de Didier Burkhalter, qui passe au Département fédéral des affaires étrangères.
Il est réélu au Conseil fédéral le 9 décembre 2015, avec 210 voix. Le 6 décembre 2017, par 190 voix sur 210 valables, l'Assemblée fédérale l'élit président de la Confédération pour l'année 2018. Durant cette année, une photo de lui assis sur une bordure en train de relire ses notes en marge de la 73e Assemblée générale des Nations unies lui donne une certaine notoriété. 
Le 11 décembre 2019, il est réélu au Conseil fédéral avec 214 voix. En 2020, pendant la pandémie de Covid-19, il est très présent dans les médias pour présenter et expliquer les décisions du Conseil fédéral. Lors de la conférence de presse du Conseil fédéral du 16 avril 2020 sur le déconfinement progressif de la population, il déclare : « Nous souhaitons donc agir aussi vite que possible, mais aussi lentement que nécessaire. », maxime qui devient virale,,,au point d'être imprimée sur un tee-shirt vendu à plus de 20 000 exemplaires, dont les bénéfices sont versés à la La Chaîne du bonheur pour les victimes de la pandémie.
En septembre 2021, le quotidien Le Temps juge que son bilan à la tête du DFI est « assez maigre », rappelant notamment l'échec de son grand projet de réforme de la prévoyance vieillesse en 2017, et que la diminution symbolique des primes d'assurance-maladie en 2022 constitue en fin de compte une de ses plus belles victoires politiques.
Il est élu une nouvelle fois à la présidence de la Confédération le 7 décembre 2022, par 140 suffrages sur 181 valables.
Le 8 juin 2023, Alain Berset se déclare favorable à un nouveau mandat, mais le 21 juin 2023, lors d'une conférence de presse, il annonce officiellement qu'il ne se présentera pas à sa réélection au Conseil fédéral pour la fin de l'année, mettant ainsi fin à sa carrière de conseiller fédéral après trois mandats de quatre ans.

### Affaire du chantage
Le 21 novembre 2020, l'hebdomadaire alémanique Die Weltwoche révèle, sous la plume de l'ancien conseiller national UDC zurichois Christoph Mörgeli, que le conseiller fédéral a été victime d'une tentative de chantage l'année précédente : une femme, condamnée depuis au pénal, aurait tenté de lui extorquer 100 000 francs en menaçant de publier des photos et messages privés qu'ils avaient échangés. Le monde politique s'empare de l'affaire et l'Autorité de surveillance du Ministère public de la Confédération (MPC) ouvre une enquête pour vérifier que le conseiller fédéral n'a pas bénéficié de faveurs dans le traitement de sa plainte.
En septembre 2021, alors que la politique sanitaire suivie par le Conseil fédéral pour surmonter la pandémie de COVID-19 est contestée et Alain Berset critiqué, l'affaire rebondit à la suite de révélations et fuites, à nouveau dans la Weltwoche, sur les circonstances du chantage et de son traitement. Elle donne lieu à des débats sur l'utilisation des véhicules de représentation et sur les limites entre respect de la vie privée des conseillers fédéraux et intérêt public à en connaître certains pans,,,,. Dans un rapport non publié d'octobre 2021, l'Autorité de surveillance du MPC conclut à l'absence de privilèges lors de l'enquête pénale. En juin 2022, les commissions de gestion ne retiennent « pas d'irrégularités dans la procédure des autorités de poursuite pénale ni d’utilisation abusive de fonds fédéraux »,,.

### Conseil de l'Europe
Il se porte candidat au début janvier 2024 au poste de secrétaire général du Conseil de l'Europe. Le 25 juin 2024, il est élu à ce poste au deuxième tour à la majorité simple (114 voix sur un total de 245 bulletins valables), devançant largement les deux autres candidats, l'ancien ministre estonien Indrek Saar (85 voix) et le commissaire européen à la justice, le Belge Didier Reynders (46 voix).

## Publications
- Alain Berset, Olivier Crevoisier, Serge-Alexandre Weygold et François Hainard, Main d'œuvre étrangère et diversité des compétences, Paris, Éditions L'Harmattan, 2000, 222 p. (ISBN 978-2-7384-8887-9, lire en ligne)
- Transformation des systèmes locaux d'emploi et compétitivité des régions (thèse de doctorat en sciences économiques et sociales), Université de Neuchâtel, 2005
- Alain Berset et Christian Levrat, Changer d'ère : pour un nouveau contrat gouvernemental, Lausanne, Éditions Favre, 2007, 159 p. (ISBN 978-2-8289-0974-1) Ouvrage dans lequel les auteurs prônent un rapprochement entre les partis de gauche et du centre.